# Edmond Tiersot
Edmond Tiersot (Bourg-en-Bresse, Ain, 29 d'agost de 1822 - París, 21 de gener de 1883) fou un metge, escriptor i polític francès. Era pare del compositor i crític musical Julien Tiersot (1857-1937).
En acabar els estudis, s'establí en la seva ciutat natal, on al mateix temps que a l'exercici de la seva professió també es dedicà al cultiu de la música i més endavant actuà en la política. Prengué part en la guerra francoprussiana com a metge major i acabada la campanya fou elegit diputat de l'Assemblea Nacional pel departament d'Ain, reelegit constantment fins a la seva mort. En la Cambra de Representants votà sempre amb les esquerres i prengué part en diversos debats.
Va escriure diverses obres de caràcter històric i geogràfic, entre elles les titulades:
- L'Église de Bourg
- La Restauration dans le département de l'Ain

A més, publicà el tractat de música Leçons élémentaires de lecture musicale pels alumnes d'una societat orfeònica fundada i dirigida per ell mateix.